# Attentat des Issers
L'attentat des Issers, est un attentat-suicide terroriste islamiste perpétrée au Issers par l'AQMI contre l'École supérieure de gendarmerie des Issers, le 19 août 2008 à 7 h 30. Le bilan définitif fait état de 48 morts et 45 blessés.

## Déroulement
Le 19 août 2008, vers 7 heures 30 du matin, un véhicule rempli d'explosifs fonce sur l'entrée de l'École supérieure de gendarmerie des Issers, où sont massés des étudiants venus passer le concours d'entrée. Le kamikaze fait exploser son véhicule au milieu de la foule, alors que les étudiants étaient en train de faire l'appel,. L'attentat fait 48 morts et 45 blessés.

## Revendication
Le 21 août, les attentats des Issers et de Bouira sont revendiqués par Al-Qaïda au Maghreb islamique (AQMI) qui affirme avoir attaqué en représailles à la mort de 12 jihadistes tués dans une embuscade à Tizi Ouzou le 8 août.